# Irene Dunne

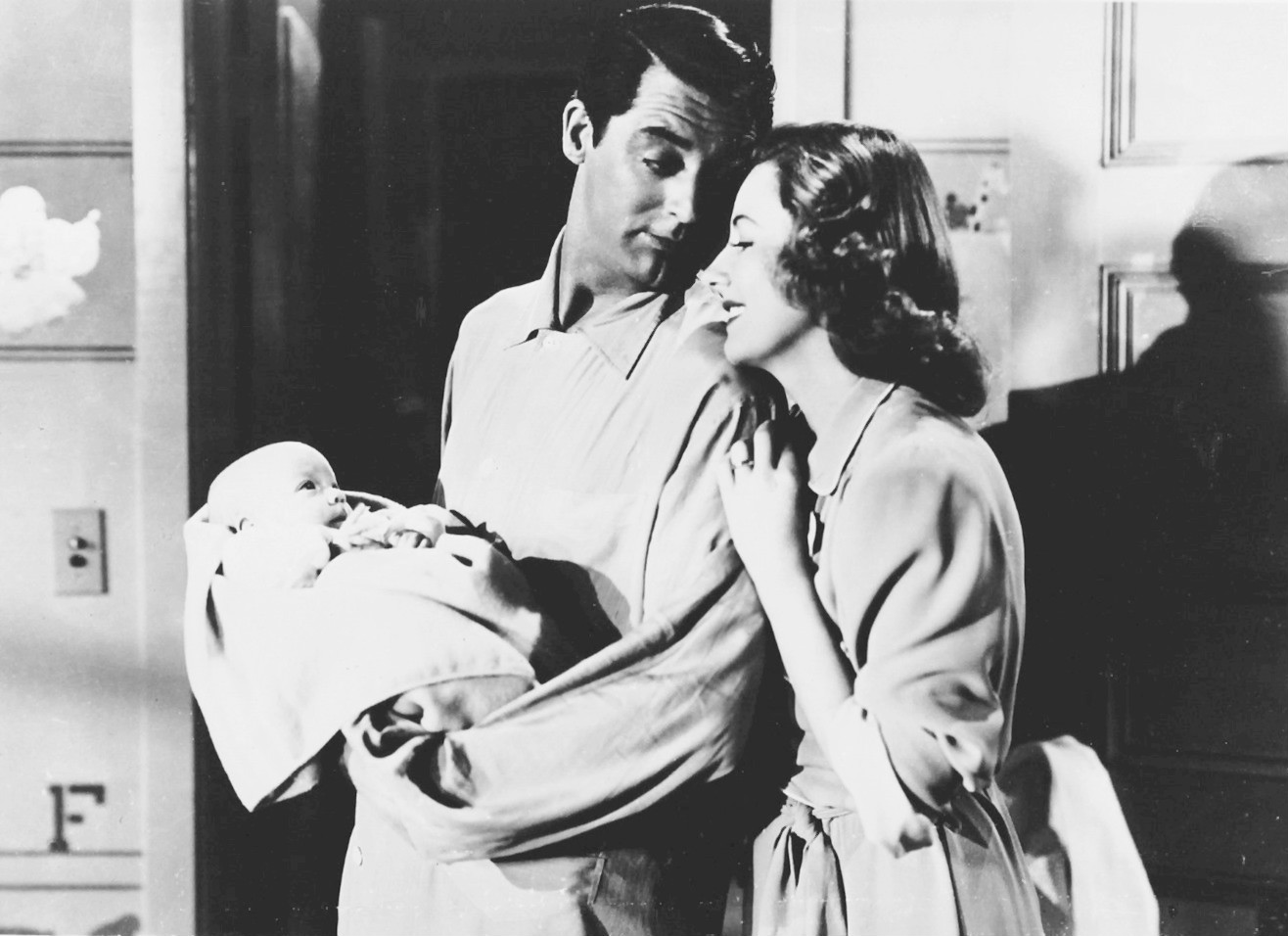
Cary Grant i Irene Dunne a la pel·lícula Serenata nostàlgica (1941)

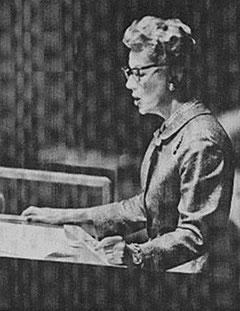
Irene Dunn adreçant-se a l'Assemblea General de les Nacions Unides (1957)

Irene Dunne (Louisville (Kentucky), 20 de desembre de 1898 − Los Angeles (Califòrnia), 4 de setembre de 1990) va ser una actriu, cantant i filantropa nord-americana. Durant l’època daurada de Hollywood de les dècades de 1930 i 1940 va ser una de les actrius més populars i més unànimement aclamades per la crítica. Coneguda sobretot pels seus papers en comèdies, fou nominada cinc vegades a l'Oscar a la millor actriu en pel·lícules de diferents gèneres: el western "Cimarron" (1931), les comèdies screwball “Theodora Goes Wild” (1936) i La terrible veritat (1937), la comèdia romàntica Cita d'amor (1939) i la populista Mai l'oblidaré (1948).

## Biografia

### Primers anys
Irene Maria Dunn va néixer a Louisville (Kentucky) el 1898, filla de Joseph Dunn, que era inspector de vaixells de vapor, i d’Adelaide Henry, que era professora de música. Va estudiar a l’escola de Louisville i a la Loretto Academy. El seu pare morí quan ella tenia onze anys i es van traslladar a Madison on ella va anar a l’institut. Va començar a cantar en el corus d’una església per poder aportar diners a casa. Va estudiar a la Chicago Musical College i va intentar intentar fer-se una carrera com a cantant d’òpera. El 1920 fou rebutjada en una selecció per a la Metropolitan Opera de Nova York per lo que va acabar decantant-se pel teatre musical. El seu debut professional fou el 1920 amb la gira del musical “Irene”. Es va traslladar a Nova York i passà els següent deu anys en el teatre. Va fer el seu debut a Broadway el 1923 amb “The Clinging Vine” i treballà amb assiduïtat en el medi. A rel d’una gira amb el musical “Show Boat” en que interpretava el personatge de Magnolia, el 1930 va cridar l’atenció de la RKO que la contractà com a cantant.

### Carrera cinematogràfica
La seva primera pel·lícula fou “Leathernecking” (1930) però les seves cançons foren suprimides. Aleshores Richard Dix la va escollir com la seva partenaire a Cimarron (1931) i la pel·lícula suposà la seva primera nominació a l’Oscar i un gran èxit de públic per lo que es consagrà com a actriu cinematogràfica. Després d’algunes pel·lícules no sempre interessants com “Consolation Marriage” (1931) o “Thirteen Women” (1932), el 1932 signà per la Universal. Actuà en pel·lícules amb èxit com “Back Street” (1932), “If I were Free” (1933), o “Ann Vickers” (1933) en les que interpretava papers dramàtics sobre dones que acceptaven desinteressadament les vides que els tocava viure. El 1934 tingué l’oportunitat d’actuar en una pel·lícula musical, “Stingaree” (1934) a la que en seguirien d'altres com “Sweet Adeline” (1935), “Roberta” (1935) i reprenent el personatge de Magnolia a la versió cinematogràfica de "Show Boat" (1936).
El 1936 acceptà amb reticència participar en la comèdia “Theodora Goes Wild” de Richard Boleslawski i la pel·lícula permeté comprovar que l’actriu tenia un gran talent per aquest gènere i li donà la segona nominació a l’Oscar a la millor actriu.
Després, amb la Paramount, faria el musical “High, Wide and Handsome” (1937) de Rouben Mamoulian, i amb la Columbia faria “La terrible veritat” (1937) de Leo McCarey fent parella amb Cary Grant, que li valdría la tercera nominació. Seguiren dos musicals sense gaire interès, “High, Wide and Handsome” (1937) amb la Paramount i “El plaer de viure” (1938) amb la RKO, abans del seu següent gran paper en la pel·lícula Cita d'amor (1939) fent parella amb Charles Boyer per la que rebria la quarta nominació. Altres grans pel·lícules foren “La meva dona favorita” (1940), fent parella de nou amb Cary Grant, "Anna i el rei de Siam" (1946), "La vida amb el pare" (1947) i "Mai l'oblidaré" (1948). Per aquesta interpretació fou nominada de nou a la millor actriu però tampoc aquesta vegada obtingué el premi.

### Retirada del cinema
Després de rebre aquesta darrera nominació a l’Oscar, no trobà ofertes que la satisfessin, i les darreres pel·lícules en què actuà foren un fracàs. Provà el món de la televisió; el seu primer programa fou a la CBS el 1951 i es titulava “Playhouse of the Stars”. També s'involucrà en el partit republicà i el 1957 el president Dwight D. Eisenhower la nomenà representant dels Estats Units a les Nacions Unides per a la dotzeava assemblea. Com a delegada presentà una petició a les Nacions Unides de 21 milions de dòlars per als refugiats de Palestina. Es retirà del càrrec el 1958. També treballà per a organitzacions com la Sister Kenny Foundation, la American Cancer Society, o la Creu Roja dels Estats Units de la que va ser copresidenta. El desembre de 1985 rebé el Kennedy Center Honor per la seva contribució en l’art de la interpretació.
A nivell personal, el 1924 conegué en una festa a Nova York el seu futur marit, el dentista Dr. Francis Griffin. i es casaren el 16 de juliol de 1928. El 1938 adoptaren una nena, Mary Frances. El seu marit morí de problemes cardíacs el 1965. Ella morí el 4 de setembre de 1990 als 91 anys i fou enterrada a Los Angeles.

## Filmografia com a actriu
- Leathernecking (1930)
- The Great Lover (1931)
- Cimarron (1931)
- Bachelor Apartment (1931)
- Consolation Marriage (1931)
- Symphony of Six Million (1932)
- Back Street (1932)
- Thirteen Women (1932)
- No Other Woman (1933)
- The Silver Cord (1933)
- Ann Vickers (1933)
- The Secret of Madame Blanche (1933)
- If I Were Free (1933)
- This Man Is Mine (1934)
- Stingaree (1934)
- The Age of Innocence (1934)
- Sweet Adeline (1934)
- Roberta (1935)
- Magnificent Obsession (1935)
- Show Boat (1936)
- Theodora Goes Wild (1936)
- High, Wide and Handsome (1937)
- La terrible veritat (1937)
- El plaer de viure (1938)
- Cita d'amor (1939)
- Invitation to Happiness (1939)
- When Tomorrow Comes (1939)
- La meva dona favorita (1940)
- Serenata nostàlgica (1941)
- Unfinished Business (1941)
- Lady in a Jam (1942)
- A Guy Named Joe (1943)
- The White Cliffs of Dover (1944)
- Together Again (1944)
- Over 21 (1945)
- Anna i el rei de Siam (1946)
- La vida amb el pare (1947)
- Mai l'oblidaré (1948)
- The Mudlark (1950)
- Quina vida! (1950)
- It Grows on Trees (1952))